# Сеймур, Томас Харт
Томас Харт Сеймур (англ. Thomas Hart Seymour; 29 сентября 1807 года — 3 сентября 1868 года) — американский политик-демократ, государственный деятель, юрист из Коннектикута . 36-й губернатор Коннектикута с 1850 по 1853 год. Посланник США в России с 1853 по 1858 год. Возглавлял процесс примирения внутри Демократической партии.

## Ранний период жизни
Сеймур родился в Хартфорде, штат Коннектикут, в семье майора Генри Сеймура и Джейн Эллери. В 1829 году окончил Мидлтаунскую военную академию (частную школу) в Мидлтауне, штат Коннектикут. Он изучал право и был принят в коллегию адвокатов в 1833 году, начав практику в Хартфорде.

## Карьера
C 1836 по 1838 год был судьей по делам о наследстве. С 1837 по 1838 год Сеймур был также редактором журнала Jeffersonian. В 1842 году он был избран в Палату представителей США и проработал там один срок, с 1843 по 1845 год, отказавшись от переизбрания в 1844 году.
Во время Американо-мексиканской войны Сеймур был призван в звании майора в пехоту Коннектикута (16 марта 1846 года), а затем принят в 9-й пехотный полк Армии США (9 апреля 1847 года). Благодаря своему мужеству и проявленным в битве при Чапультепеке лидерским качествам Сеймур был назначен подполковником в 12-й пехотный полк под командованием Милледжа Л. Бонема (12 августа 1847 года).
После войны, в 1849 году, Сеймур безуспешно участвовал в губернаторских выборах в Коннектикуте, но был выбран на эту должность уже в следующем,1850, году.
На президентских выборах 1852 года Сеймур работал членом Коллегии выборщиков, поддерживая Франклина Пирса, и после его избрания был назначен на должность посланника США в России, подав в отставку с поста губернатора вскоре после того, как его переизбрали на четвёртый срок (13 октября 1853 года).

### Посланник США в России
Сеймур принял предложение президента Франклина Пирса . Он провел следующие четыре года в России, где он выстроил теплые и дружеские отношения с императором Николаем и его сыном и немало содействовал улучшению отношений между двумя странами. Сеймур прекрасно вписался в петербургский высший свет. В своих докладах в Вашингтон он подчеркивал готовность царского двора, правительственных кругов и значительной части общественности к расширению связей с США. В мае 1856 года он писал: «Можно сказать, что наша торговля с Россией только началась. На протяжении нескольких лет, предшествовавших недавней войне [Крымская война], она чахла в отсутствии какого-либо стимула; с начала войны она начала активизироваться и в настоящее время развивается в правильном направлении, хотя ещё и не достигла должного уровня».
Он занимал эту должность до 1858 года, когда президент Джеймс Бьюкенен лишь спустя полтора года после прихода к власти заменил его Фрэнсисом В. Пикенсом. В России его атташе были Даниэль Койт Гилман и Эндрю Диксон Уайт. После отставки Сеймур совершил двухмесячную поездку по Волге до Каспийского моря, побывав в Казани, Саратове и Астрахани.
Сеймур предпринял две безуспешные попытки избраться на пост губернатора (1860, 1863) и так же безуспешно пытался стать кандидатом от Демократической партии на пост президента Соединенных Штатов на съезде партии 1864 года, проиграв генералу Гражданской войны Джорджу Б. Макклеллану .

## Кончина. Наследие
Сеймур скончался от брюшного тифа в Хартфорде, штат Коннектикут, 3 сентября 1868 года. Он похоронен на кладбище Сидар-Хилл . В 1850 году город Хамфрисвилль, штат Коннектикут, был переименован в его честь в Сеймур.